# Graf-Aswin-Kaserne
Die Graf-Aswin-Kaserne ist eine Kaserne des Heeres der Bundeswehr in der Stadt Bogen im niederbayerischen Landkreis Straubing-Bogen im Bundesland Bayern.

## Bau und Stationierungsgeschichte
Seit 1950 bereitete das Amt Blank die Aufstellung der Bundeswehr vor und benötigte für die Unterbringung von Verbänden und Einheiten Truppenunterkünfte. Dabei reichten die bis 1945 errichteten und noch belegungsfähigen Kasernen allein nicht aus, um den Bedarf zu decken. Hinzu kam, dass aus strategischen Gründen Standorte entlang der NATO-Außengrenze gesucht wurden. Der Bund musste daher Kommunen für die Stationierung von Streitkräften gewinnen. Noch vor der Gründung der Bundeswehr wandte sich der Erste Bürgermeister von Bogen am 18. Januar 1952 an den damaligen Bundesminister der Finanzen Fritz Schäffer und empfahl die Gemeinde als Garnisonsstandort. Nach Verleihung der Stadtrechte wiederholte der Bürgermeister am 17. Januar 1953 sein Angebot an den Bund. Es folgten Gespräche und weitere Abstimmungen zwischen den Beteiligten. Der Bundesverteidigungsminister gab schließlich am 11. Juni 1956 seine Entscheidung zugunsten von Bogen als künftigen Bundeswehrstandort bekannt. Es wurden über 500 Tagewerk Fläche von 60 Landwirten erworben. Am 3. April fand der erste Spatenstich statt. Das Richtfest erfolgte am 4. Oktober 1957. In der Stadt wurden zudem 80 Wohnungen für Bundeswehrangehörige geschaffen. Insgesamt beliefen sich die Investitionen auf etwa 25 Millionen DM. Am 5. August 1958 übernahm der damalige Bundesverteidigungsminister Franz Josef Strauß die Kaserne zur Nutzung durch die Bundeswehr. Zugleich zogen der Stab der Kampfgruppe B4 und das Grenadierbataillon 44 in die Garnison ein.
Die Kaserne wurde nach einem Bogener Grafen benannt, der sich durch seine Tapferkeit und Wildheit auszeichnete und als „Böhmenschreck“ galt. Der Legende nach soll er auch der Gründer der weit bekannten Wallfahrt auf den Bogenberg gewesen sein, der ältesten Marienwallfahrt Bayerns.
Die Garnison wurde weiter ausgebaut. Bis 1960 entstanden weitere Unterkunftsgebäude. 1960 wurden die Arbeiten an der Standortschießanlage abgeschlossen. Im Juni 1963 erhielt der Standort den Wasserübungsplatz an der Donau. 1965 konnten zwei Ausbildungshallen und ein Sportplatz fertiggestellt werden. Im März 1968 kam ein Offiziersheim hinzu. Bis 1966 summierten sich die Gesamtausgaben für den Standort seit Baubeginn auf 31,9 Millionen DM.
Mit der Einnahme der Heeresstruktur 3 1970 wurde die 4. Panzergrenadierdivision in eine Jägerdivision umgegliedert. Dabei wurde die Panzerabwehr gestärkt, jedoch zugleich die Mobilität der Verbände eingeschränkt. Zum einen hatten finanzielle Zwänge zu dieser Entscheidung geführt. Zum anderen handelte es sich um eine Reaktion auf veränderte Luftlandefähigkeiten des Warschauer Paktes. Die Jägertruppen sollten auch in gebirgigem Gelände einsatzfähig sein. Daher gliederte die Panzergrenadierbrigade 11 in die Jägerbrigade 11 um. Dieses „Jägerkonzept“ bewährte sich allerdings nicht. Deshalb erfolgte die Umwandlung der 4. Jägerdivision wieder in eine Panzergrenadierdivision mit der Heeresstruktur 4. Aus der Jägerbrigade entstand daher die Panzergrenadierbrigade 11 erneut.
Das Ende des Kalten Krieges und die mit dem Zwei-plus-Vier-Vertrag vereinbarte Obergrenze der Bundeswehr hatte auch für den Standort Bogen Konsequenzen. 1993 löste sich die Panzergrenadierbrigade 11 auf. Das Pionierbataillon 4 blieb hingegen bestehen.
Das Stationierungskonzept vom Februar 2001 sah für Bogen 1195 Dienstposten vor, die unter anderem für das Kraftfahrausbildungszentrum, das Pionierbataillon 4, die Truppenambulanz Bogen, das Sanitätskommando IV sowie die Standortverwaltung Bogen vorgesehen waren.
Nach dem Stationierungskonzept vom November 2004 sollte der Standort von 1020 auf 1210 Dienstposten aufwachsen. Größere Veränderungen bei den stationierten Verbänden und Einheiten waren nicht geplant.
Im Rahmen der Neuausrichtung der Bundeswehr wurde im Oktober 2011 das nächste Stationierungskonzept veröffentlicht. Den Standort Bogen traf die Auflösung des Sanitätskommandos IV. Dadurch sollte sich die Zahl der Dienstposten von 1090 auf 780 reduzieren. Das Pionierbataillon 4 verblieb weiterhin in der Graf-Aswin-Kaserne.
Folgende Einheiten, Verbände, Dienststellen und Stäbe waren bzw. sind in der Graf-Aswin-Kaserne stationiert:
| Einheit | Stationierung ab | Herkunft | Stationierung bis  | Verbleib |
| --- | ---------------- | --- | ------------------ | --- |
| Katholischer Standortpfarrer Bogen                                                                         | 1. Mai 1955      | neu aufgestellt | 31. Oktober 2007   | in Katholisches Militärpfarramt Bogen umgegliedert |
| Kampfgruppe B 4                                                                                            | 5. August 1958   | verlegt ab 30. Juli 1958 nach Bogen nach Aufstellung am 1. Juli 1956 in Ellwangen aus dem Stab der Grenzschutzgruppe 2 des Bundesgrenzschutzes               | 31. März 1959      | in Panzergrenadierbrigade 11 umbenannt |
| Grenadierbataillon 44                                                                                      | 5. August 1958   | neu aufgestellt ab 1. August 1958 in Bogen aus Teilen der Grenadierbataillone 54 (bisher: Wildflecken, Rhön-Kaserne) und 14 (Amberg, Kaiser-Wilhelm-Kaserne) | 1. Juli 1959       | in Panzergrenadierbataillon 111 umbenannt |
| Panzerpionierkompanie 110                                                                                  | 1. Dezember 1958 | aus 3./Pionierbataillon 4 | 31. März 1993      | in 2./Pionierbataillon 4 umbenannt |
| Panzergrenadierbrigade 11                                                                                  | 1. April 1959    | aus Kampfgruppe B 4 | 30. September 1970 | in Jägerbrigade 11 umgegliedert |
| Panzergrenadierbataillon 111 (mot.)                                                                        | 1. Juli 1959     | aus Grenadierbataillon 44 | März 1960          | verlegt nach Freyung, Kaserne Am Goldenen Steig, dort im Juni 1966 in Panzergrenadierbataillon 243 umbenannt und der Panzergrenadierbrigade 24 unterstellt                                                 |
| ABC-Abwehrkompanie 4                                                                                       | 1. Juli 1959     | neu aufgestellt | 30. September 1967 | in ABC-Abwehrkompanie 41 umbenannt und zur Geräteeinheit umgegliedert |
| Panzerflugabwehrkanonenkompanie 110                                                                        | 1959             | neu aufgestellt | 1963               | aufgelöst |
| Panzeraufklärungskompanie 120                                                                              | 1. Juni 1959     | neu aufgestellt | 1. Juli 1961       | verlegt nach Oberviechtach, Grenzland-Kaserne, aus Panzerbrigade 12 herausgelöst und dort zum 31. Mai 1963 aufgelöst                                                                                       |
| Pionierbataillon 4                                                                                         | 25. März 1960    | verlegt nach Aufstellung am 1. April 1959 aus Pionierlehrbataillon in München, Funkkaserne                                                                   | 30. Juni 2003      | in Panzerpionierbataillon 4 umbenannt und umgegliedert |
| Panzeraufklärungskompanie 110                                                                              | 1960             | neu aufgestellt | 1963               | zur Aufstellung der Panzerspähzüge 110 und 120 der Brigaden verwendet |
| Pionierausbildungskompanie 4/4                                                                             | 1. Januar 1961   | neu aufgestellt | 1. Oktober 1970    | in 3./Pionierbataillon 4 umbenannt und umgegliedert |
| Reserveunteroffizieranwärterkompanie 566                                                                   | 1. April 1963    | neu aufgestellt | 1. Oktober 1963    | verlegt nach Passau, spätere Ritter-von-Scheuring-Kaserne; dort zum 30. September 1967 aufgelöst |
| Panzerspähzug 110                                                                                          | 1963             | neu aufgestellt | 1979               | in Stabskompanie Panzergrenadierbrigade 11 eingegliedert |
| ABC-Abwehrkompanie 41 (Geräteeinheit)                                                                      | 1. Oktober 1967  | aus ABC-Abwehrkompanie 4 | 31. Januar 1972    | in 3./ABC-Abwehrlehrbataillon 220 (Geräteeinheit) umbenannt |
| ABC-Abwehrkompanie 110                                                                                     | 1967             | neu aufgestellt | 1970               | aufgelöst |
| Zahnstation H 011                                                                                          | 1. Oktober 1968  | neu aufgestellt | 30. September 1972 | in Zahnstation (Terr) H 622 umbenannt |
| Zahnstation H 011/1                                                                                        | 1. Oktober 1968  | neu aufgestellt | 30. September 1972 | in Zahnstation (Terr) H 622 umbenannt |
| Jägerbrigade 11                                                                                            | 1. Oktober 1970  | aus Panzergrenadierbrigade 11 | 31. März 1981      | in Panzergrenadierbrigade 11 umgegliedert |
| Ausbildungskompanie 110                                                                                    |                  | neu aufgestellt | 1. Juli 1971       | verlegt nach Regen, Bayerwald-Kaserne, dort zum 31. März 1981 aufgelöst; wurde 2./Panzergrenadierbataillon 111                                                                                             |
| 3./ABC-Abwehrlehrbataillon 220 (Geräteeinheit)                                                             | 1. Februar 1972  | aus ABC-Abwehrkompanie 41 (Geräteeinheit) | April 1972         | nach Bad Aibling, Mobilmachungsstützpunkt Mietraching verlegt, ab 1. Juli 1978 weiterverlegt nach Sonthofen, Grüntenkaserne, und dort zum 31. März 1980 aufgelöst; ging im ABC-Abwehrlehrbataillon 210 auf |
| Materialausstattung Sanitätsbereich 66/2                                                                   | 1. Juli 1972     | neu aufgestellt | 30. September 1997 | aufgelöst |
| Zahnstation (Terr) H 622                                                                                   | 1. Oktober 1972  | aus Zahnstation H 011 | 31. März 1981      | in Zahnarztgruppe 605/2 umbenannt |
| Wallmeistertrupp 661/3                                                                                     | 1975             | neu aufgestellt | 2001               | aufgelöst |
| Sanitätskompanie 110 (Geräteeinheit)                                                                       | 1979             | neu aufgestellt | 1993               | aufgelöst |
| Panzerpionierausbildungszug 8/4                                                                            | 1980             | neu aufgestellt | 1989               | aufgelöst |
| Gerätelager WBV VI Bogen                                                                                   | 1. Januar 1981   | neu aufgestellt | 31. Mai 2002       | aufgelöst |
| Panzergrenadierbrigade 11 (mit Verbindungskommando Luftwaffe zu Brigadekommando Panzergrenadierbrigade 11) | 1. April 1981    | aus Jägerbrigade 11 | 31. März 1993      | aufgelöst |
| Panzergrenadierbataillon 111 (teilaktiv)                                                                   | 1. April 1981    | neu aufgestellt | 30. September 1992 | aufgelöst |
| Pionierbataillon 760 (Geräteeinheit)                                                                       | 1. April 1981    | neu aufgestellt | 30. Juni 2003      | in Panzerpionierbataillon 760 (Geräteeinheit) umbenannt |
| Zahnarztgruppe 605/2                                                                                       | 1. April 1981    | aus Zahnstation (Terr) H 622 | 31. Dezember 1998  | aufgelöst |
| Kasernenfeldwebel mit Standortaufgaben Bogen                                                               | 1. April 1981    | neu aufgestellt | 30. September 1994 | aufgelöst |
| Panzerjägerkompanie 560                                                                                    | März 1982        | verlegt nach Aufstellung am 1. Oktober 1981 in Heidenheim, Hahnenkamm-Kaserne                                                                                | April 1990         | verlegt nach Oberhausen (bei Neuburg/Donau), dort 1993 aufgelöst |
| Truppenarzt Bogen                                                                                          | 1. April 1984    | neu aufgestellt | 31. März 1998      | aufgelöst |
| Fahrschulgruppe Bogen                                                                                      | 1. Januar 1986   | neu aufgestellt | 31. März 1994      | umgegliedert zum Kraftfahrausbildungszentrum Bogen |
| Standortfernmeldeanlage 627/402                                                                            |                  | neu aufgestellt |                    | aufgelöst |
| Feldersatzkompanie Pionierbrigade 50 (Geräteeinheit)                                                       | 1. April 1993    | neu aufgestellt | 31. März 2002      | aufgelöst |
| Pionierbrigade 50 „Main-Donau“ (mit Stab und Stabskompanie)                                                | 1. Oktober 1993  | neu aufgestellt | 30. Juni 2002      | aufgelöst |
| Kraftfahrausbildungszentrum Bogen                                                                          | 1. April 1994    | aus Fahrschulgruppe Bogen | 31. März 2006      | aufgelöst |
| Unterstützungspersonal Standortältester Bogen                                                              | 1. Oktober 1994  | aufgestellt | heute              | Neuaufstellung zum 1. Juli 2014 |
| Sanitätskommando IV                                                                                        | 1. Oktober 2001  | neu aufgestellt | 30. September 2015 | aufgelöst |
| Panzerpionierbataillon 4                                                                                   | 1. Juli 2003     | aus Pionierbataillon 4 | heute              | Neuaufstellung zum 1. Juli 2014 |
| Panzerpionierbataillon 760 (Geräteeinheit)                                                                 | 1. Juli 2003     | aus Pionierbataillon 760 (Geräteeinheit) | 31. Oktober 2008   | aufgelöst |
| Sanitätszentrum Feldkirchen – Teileinheiten Bogen                                                          | 1. Juli 2004     | neu aufgestellt | 30. September 2015 | aufgelöst |
| Verstärkungsreserve Bezirks- und Kreisverbindungskommandos Sanitätskommando IV                             | 1. Februar 2006  | neu aufgestellt | 30. Juni 2015      | aufgelöst |
| Heeresinstandsetzungslogistik Stützpunkt Bogen                                                             | 3. Juli 2006     | neu aufgestellt | heute              | |
| Sanitätskommando IV - Stabsquartier                                                                        | 1. Januar 2007   | neu aufgestellt | 30. September 2015 | aufgelöst |
| Verstärkungsreserve Klinik 1 bis Klinik 9 Sanitätskommando IV                                              | 1. Januar 2007   | neu aufgestellt | 30. Juni 2015      | aufgelöst |
| Verstärkungsreserve Aufnahme-/Verteilerorganisation Sanitätskommando IV                                    | 1. Januar 2007   | neu aufgestellt | 30. Juni 2015      | aufgelöst |
| Landeskommando Bayern - Teile Bogen                                                                        | 1. Januar 2007   | neu aufgestellt | 31. Januar 2013    | aufgelöst |
| Landeskommando Bayern - Familienbetreuungszentrum Bogen                                                    | 1. Januar 2007   | neu aufgestellt | 31. Januar 2013    | in Familienbetreuungszentrum Bogen umbenannt |
| Katholisches Militärpfarramt Bogen                                                                         | 1. November 2007 | aus Katholischer Standortpfarrer Bogen | heute              | |
| Pionierbataillon 904 (Geräteeinheit)                                                                       | 1. Juli 2008     | neu aufgestellt | 31. Dezember 2014  | aufgelöst |
| LHD-Shop Bogen                                                                                             | 1. November 2008 | neu aufgestellt | heute              | |
| Unterstützungspersonal Führung Verstärkungsreserve Sanitätskommando IV                                     | 1. Januar 2009   | neu aufgestellt | 30. September 2015 | aufgelöst |
| Verband der Reservisten der Deutschen Bundeswehr Bogen                                                     | 1. November 2009 | neu aufgestellt | heute              | |
| Evangelisches Militärpfarramt Bogen                                                                        | 1. Januar 2010   | neu aufgestellt | heute              | |
| Überwachungsstelle für öffentlich-rechtliche Aufgaben des Sanitätsdienstes der Bundeswehr Süd              | 1. Januar 2013   | neu aufgestellt | 30. Juni 2014      | verlegt nach München |
| Regionalstab Territoriale Aufgaben der Bundeswehr Ost                                                      | 1. Februar 2013  | neu aufgestellt | heute              | |
| Bezirksverbindungskommando Oberpfalz                                                                       | 1. Februar 2013  | neu aufgestellt | heute              | |
| Freiwillige Reservistenarbeit Bogen                                                                        | 1. Februar 2013  | neu aufgestellt | heute              | |
| Familienbetreuungszentrum Bogen                                                                            | 1. Februar 2013  | aus Landeskommando Bayern - Familienbetreuungszentrum Bogen                                                                                                  | heute              | |
| Regionale Sicherungs- und Unterstützungskompanie Niederbayern (Ergänzungstruppenteil 2)                    | 1. April 2013    | neu aufgestellt | 31. Juli 2021      | in Heimatschutzkompanie Niederbayern (Ergänzungstruppenteil 2) umbenannt |
| 5./schweres Pionierbataillon 901                                                                           | 1. Juli 2014     | neu aufgestellt | 31. Dezember 2016  | in 6./schweres Pionierbataillon 901 umbenannt |
| 7./Sanitätslehrregiment                                                                                    | 1. Januar 2015   | neu aufgestellt | 30. September 2017 | aufgelöst |
| 6./schweres Pionierbataillon 901                                                                           | 1. Januar 2017   | aus 5./schweres Pionierbataillon 901 | 30. Juni 2023      | aufgelöst |
| Sportlehrer Bogen                                                                                          | 1. Januar 2017   | neu aufgestellt | heute              | |
| Heimatschutzkompanie Niederbayern (Ergänzungstruppenteil 2)                                                | 1. August 2021   | aus Regionale Sicherungs- und Unterstützungskompanie Niederbayern (Ergänzungstruppenteil 2)                                                                  | 31. Dezember 2023  | in 7./Heimatschutzregiment 1 (Ergänzungstruppenteil 2) umbenannt |
| Sanitätszentrum Bogen                                                                                      | 1. April 2023    | neu aufgestellt | heute              | |
| Staffel Sanitätsdienstliche Unterstützung Bogen                                                            | 1. April 2023    | neu aufgestellt | heute              | |
| 7./Heimatschutzregiment 1 (Ergänzungstruppenteil 2)                                                        | 1. Januar 2024   | aus Heimatschutzkompanie Niederbayern (Ergänzungstruppenteil 2)                                                                                              | heute              | |

## Standortübungsplätze und weitere Dienststellen in Bogen
Folgende weitere Dienststellen waren bzw. sind in Bogen eingerichtet:
| Einheit                                                                   | Stationierung ab | Herkunft                     | Stationierung bis | Verbleib                                            |
| ------------------------------------------------------------------------- | ---------------- | ---------------------------- | ----------------- | --------------------------------------------------- |
| Standortverwaltung Bogen                                                  | 1. Mai 1958      | neu aufgestellt              | 31. Dezember 2006 | in Bundeswehrdienstleistungszentrum Bogen umbenannt |
| Bundeswehrdienstleistungszentrum Bogen                                    | 1. Januar 2007   | aus Standortverwaltung Bogen | heute             |                                                     |
| Lion Hellmann Bundeswehr Bekleidungsgesellschaft mbH Servicestation Bogen | 1. Juli 2013     | neu aufgestellt              | heute             |                                                     |

Der Standortübungsplatz Bogen I „Im Sollinger Loch“ mit einer Fläche von 72 ha schließt im Süden an die Kaserne an und liegt zwischen 328 m NN und 407 m NN, westlich der Staatsstraße 2139. Er liegt ausschließlich auf dem Gebiet der Stadt Bogen und ist im Besitz des Bundes. Der überwiegende Anteil (55 %) ist Grünland mit Melioration. Der Waldanteil beträgt 30 %.
Der Standortübungsplatz Bogen II befindet sich bei Hofweinzier am Bogener Altarm der Donau. Hier ist der Pionierübungsplatz (Land und Wasser Bogen) seit 1. April 1994 eingerichtet.